# جاك هيلي
جاك هيلي (بالإنجليزية: Jack Healey)‏ هو ناشط حقوق الإنسان أمريكي، ولد في 1938.